# Nature Genetics
Nature Genetics – recenzowane czasopismo naukowe wydawane przez Nature Publishing Group, założone w 1992 roku. Siostrzanym periodykiem jest Nature Reviews Genetics, publikujący prace o charakterze przeglądowym. Według ISI w roku 2014 impact factor czasopisma wyniósł 29,352